# غدة ميليس
غُدة ميليس (بالإنجليزية: Mehlis' gland)‏ وتُسمى أيضاً الغدة القشرية (بالإنجليزية: Shell gland)‏، هي غُدة موجودة بشكل رئيس حول القالب البيضي في الديدان المسطحة، وتعتبر جزء من أجزاء الجهاز التناسلي الأنثوي في الديدان المُسطحة.

## الحجم والشكل
غدة ميليس هي غدة وحيدة الخلية على شكل بيضة، وغالباً ما يكون شكلها مُستدير حيثُ ترتبط بالقالب البيضي من خلال بعض الأعضاء الدُهنية.

## الوظيفة
تلعب غدة ميليس دوراً هاماً في توجيه البويضات في الجهاز التناسلي الأنثوي حتى تستقر في رحم الديدان المُسطحة، لذلك تساعد إفرازات غدة ميليس في تشحيم ممرات الرحم التي تتحرك البويضة خلالها. تلعب غدة ميليس دوراً مُحتملاً في تشكيل قشرة البويضة.

## التاريخ
تم اكتشاف هذه الغدة للمرة الأولى من قبل الطبيب الألماني كارل فريدريش إدوارد ميليس (1796-1832).